# Saint-Marc-des-Carrières
Saint-Marc-des-Carrières är en stad (kommun av typen ville) och tätort (centre de population) i provinsen Québec i Kanada. Den ligger i regionen Capitale-Nationale, i den sydöstra delen av landet, 300 km öster om huvudstaden Ottawa.